# Магические кластеры
Магические кластеры (англ. magic clusters) — кластеры определённых («магических») размеров, которые благодаря своей специфической структуре обладают повышенной стабильностью по сравнению с кластерами других размеров.

## Описание
Как правило, формирование кластеров (например, при конденсации из газовой фазы) — это стохастический процесс, в результате которого формируются кластеры разного размера. Под размером кластера принято понимать, скорее, число атомов, образующих кластер, чем его линейные размеры. Кластеры могут иметь размеры от единиц до сотен атомов, а формирующийся ансамбль кластеров обычно характеризуется достаточно широким распределением по размерам.
В некоторых системах кластеры, имеющие особые размеры, обладают повышенной стабильностью, в результате чего таких кластеров формируется существенно больше, чем кластеров других размеров. Такие кластеры часто называют магическими, так как число атомов в них не произвольное, а точно равно некоторому «магическому» числу. Классическим примером магических кластеров может служить семейство фуллеренов, включающее C60 C70, C84 (см. рисунок). Для изучения кластерных соединений широко используется метод масс-спектрометрии.